# Franco Sattolo
Franco Sattolo (Sàttolo) (Fiume, 9 settembre 1936 – Trieste, 18 aprile 2023) è stato un calciatore e allenatore di calcio italiano, di ruolo portiere.

## Biografia
Nativo di Fiume, Sattolo emigrò in Italia con la famiglia nel 1948 venendo alloggiato dapprima a Trieste, poi in un campo profughi di Marina di Massa per circa cinque anni e, a seguire, a Torino, dove il giovane Franco avrebbe successivamente trovato impiego come operaio presso la Fiat Aeronautica.

## Carriera

### Giocatore
Le prime esperienze calcistiche furono nel Ciriè nel 1954; la sua prima partita ufficiale fu un pareggio 0-0 contro il Lanzo.
Cresciuto come portiere senza preparazione formale, passò nel Venaria dove trovò, ad allenarlo, Alfredo Bodoira (storico estremo difensore di Juventus e Torino) che gli insegnò i fondamentali tecnici del ruolo.
A seguire un'esperienza nella Fossanese nel campionato Interregionale come vice di Furio Kristovich, periodo durante il quale mise in evidenza già a vent'anni le sue qualità tecniche tanto da guadagnarsi una menzione sulla stampa nazionale in occasione di un incontro con l'Ivrea, che fu la squadra in cui militò nella stagione successiva.
Dopo che sfumò l'acquisto da parte della Juventus che si era interessata a lui già dai tempi del Venaria, si fece avanti la Sampdoria che lo acquistò come riserva di Rosin per poi cederlo subito in prestito alla Sambenedettese.
Dopo un solo anno nelle Marche, in cui rischiò un'anticipata fine della carriera a causa di una commozione cerebrale occorsagli durante uno scontro di gioco in una delle ultime partite di campionato contro l'Alessandria, Sattolo tornò in blucerchiato nel 1962-63 alternandosi tra i pali con Pietro Battara.
Nel 1966 fu ceduto per 5 milioni di lire al Torino, club in cui visse l'esperienza più significativa della sua carriera.
Dopo una stagione intera in panchina, esordì in campionato per i granata il 26 febbraio 1967 nel derby contro la Juventus a causa dell'infortunio a una mano del titolare Lido Vieri: l'incontro terminò 0-0 (per la prima volta nel dopoguerra) e Sattolo fu giudicato tra i migliori in campo.
A Torino Sattolo rimase per 8 stagioni, sempre come secondo portiere, e dopo essere stato vice di Vieri lo fu, in seguito, di Luciano Castellini; nel campionato 1969-70 fu utilizzato per più di metà torneo, 16 incontri, alternandosi con Pinotti.

### Allenatore
Si ritirò dall'attività agonistica al termine del campionato 1973-74 per entrare nello staff tecnico del nuovo allenatore del Torino Edmondo Fabbri e, successivamente, quale secondo di Ercole Rabitti nelle giovanili del club per poi guidare il Pino Torinese nella categoria Dilettanti.
Nella stagione 2005-06 allenò le giovanili del Chieri e, un anno più tardi, la squadra juniores del Barcanovasalus, con cui vinse il campionato regionale piemontese.
Nel 2008 fu vice allenatore della Gloria Fiume, a fianco di Kristovich.

## Palmarès

### Giocatore
- Coppa Italia: 2 
Torino: 1967-68, 1970-71